# Ден Гилвезан
Ден Гилвезан (енгл. Dan Gilvezan) је амерички глумац рођен у Сент Луису 26. октобра 1950. године. Обезбедио је глас за Спајдермена (у серији Spiderman and His Amazing Friends из осамдесетих година 20. века), а у Трансформерсима је дао глас Аутоботу Бамблбију. Дао је и глас Багмену из серије Млади мутанти нинџа корњаче у две епизоде.
Поновио је улогу Спајдермена у видео-игри Spiderman: Shattered dimensions.
Гостовао је у играним серијама Бостонски адвокати, Боунс, Алф, Корак по корак и Трећи камен од Сунца.